# 威默
威默，維馬 或者 维默尔（德語：Wimmer）可以指：

## 人物
- 寇特·威默（英語：Kurt Wimmer，1964年－），美國男導演、製片人、編劇和演員。
- 赫伯特·威默（德語：Herbert „Hacki“ Wimmer，1944年9月9日－），前德國足球運動員，司職中場。
- 安德烈亞斯·威默（Andreas Wimmer，1962年10月3日－），瑞士社會學家。
- 奇雲·維馬（英語：Kevin Wimmer，1992年11月15日－），奧地利足球運動員，司職後衛。
- 埃卡德·维默尔（德語：Eckard Wimmer，1936年5月22日－），德裔美國病毒學家和有機化學家。

|  | 本页或本分段罗列了姓氏为「威默」的人物。 如果是一个指代特定个人的内链将您引导到本页，請考慮修正該人物的名字以將链接指向正確的條目。 |